# 小谷元子
小谷 元子（こたに もとこ、1960年〈昭和35年〉1月1日 - ）は、日本の数理物理学者。国際学術会議理事会次期会長（2024年就任予定）。東北大学理事・副学長、沖縄科学技術大学院大学学園理事。
東北大学ディスティングイッシュトプロフェッサー、理化学研究所理事・常務取締役を歴任。

## 経歴
大阪府出身。東京学芸大学附属高等学校卒業。1983年東京大学理学部数学科卒業。東京都立大学大学院理学研究科で微分幾何学を学び、1990年理学博士、同年東邦大学理学部講師。
1999年、東北大学大学院理学研究科数学専攻助教授。2004年、同教授。
2005年、「離散幾何解析学による結晶格子の研究」により猿橋賞受賞。
2008年、東北大学ディスティングイッシュトプロフェッサー（2014年まで）。
2011年、東北大学原子分子材料科学高等研究機構副機構長。翌年、同機構長（名称変更により2017年より東北大学材料科学高等研究所長）。2019年、東北大学高等研究機構機構長。
2014年、内閣府総合科学技術・イノベーション会議議員（2022年まで）。同年、沖縄科学技術大学院大学（OIST）学園理事。
2015年、日本数学会理事長（2017年まで）。
2017年、理化学研究所理事（2022年まで）。
2021年、東北大学理事・副学長。同年、国際学術会議理事会の次期会長に内定。
2022年、外務大臣次席科学技術顧問。